# Mã (họ)
Xem thêm: Mã

Họ Mã viết bằng chữ Hán

Mã (giản thể: 马; phồn thể: 馬) là một họ của người Trung Quốc.

## Người Trung Quốc họ Mã nổi tiếng

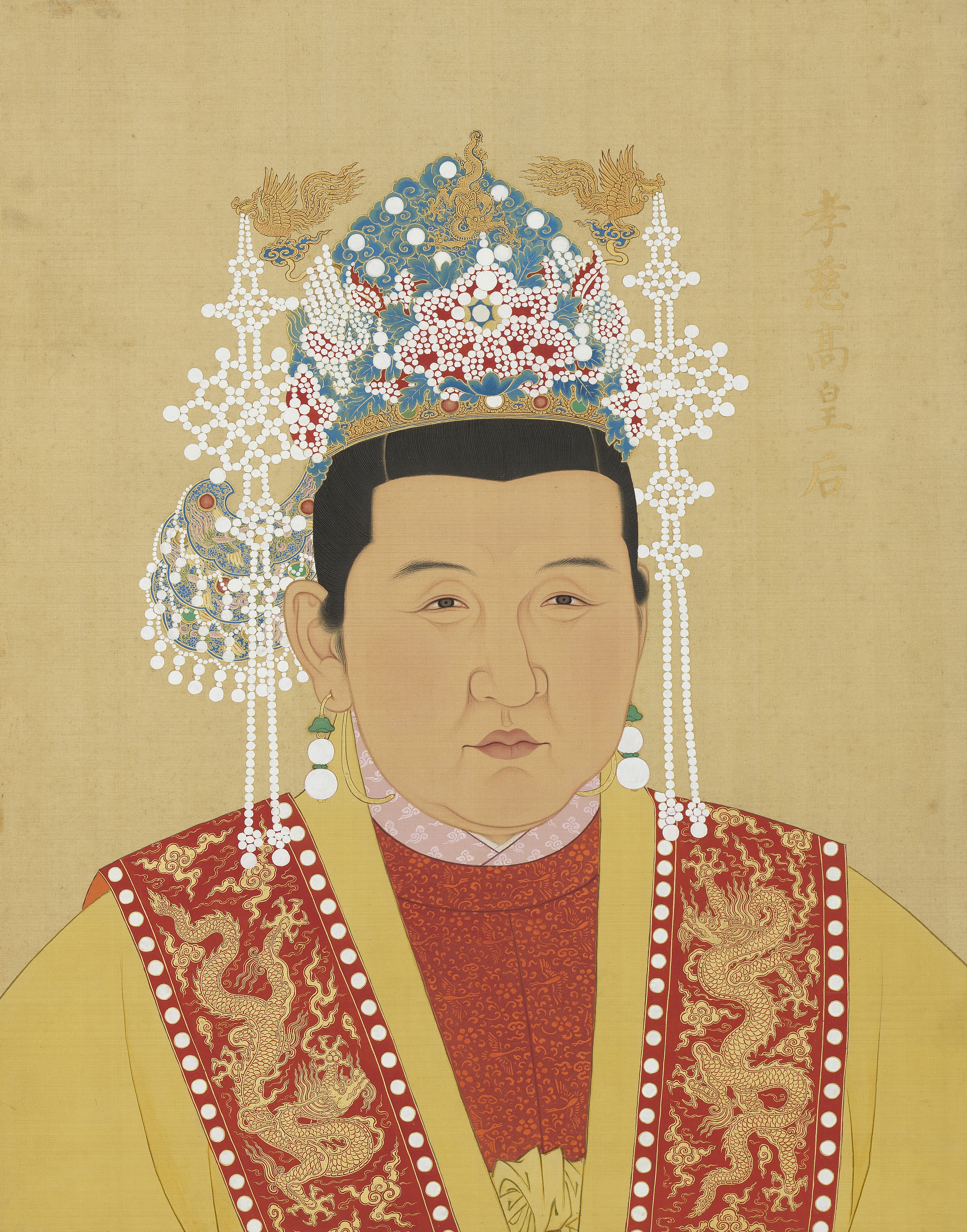
Minh Hoàng Hậu Mã Tú Anh